# Nyctemera confluens
Nyctemera confluens là một loài bướm đêm thuộc phân họ Arctiinae, họ Erebidae.